# Cuyahoga Heights

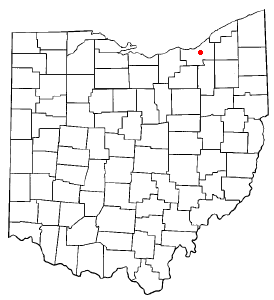
Cuyahoga Heights na planie stanu Ohio

Cuyahoga Heights – wieś w USA, w stanie Ohio, w hrabstwie Cuyahoga. Miejscowość oficjalnie powstała w roku 1918. Aktualnie (2014) burmistrzem wsi jest  Jack Bacci.
Liczba mieszkańców w 2010 roku wynosiła 638, a w roku 2012 wynosiła 629.